# باشگاه ورزشی ساکاچیسپاس
باشگاه ورزشی ساکاچیسپاس یک باشگاه فوتبال حرفه‌ای است که در چیکیمولا، گواتمالا واقع شده است.
این تیم در لیگ دسته اول گواتمالا بازی می‌کند. ورزشگاه خانگی آنها ورزشگاه لاس ویکتوریاس است.